# تتبوری
latitudeتتبوریlongitudeتتبوری
تتبوری (به انگلیسی: Tetbury) یک شهرک در بریتانیا است که در انگلستان واقع شده‌است.

## خصوصیات
تتبوری ۵٬۲۵۰ نفر جمعیت دارد.

## خواهرخوانده
شهر تسوینگنبرگ خواهرخواندهٔ تتبوری هست.